# Швейкин, Геннадий Петрович
Генна́дий Петро́вич Шве́йкин (29 августа 1926, Карабаш — 4 июня 2019, Екатеринбург) — советский и российский химик-неорганик, академик РАН (1991; академик АН СССР с 1987). Советник РАН (1998).

## Биография
Геннадий Швейкин родился 29 августа 1926 года в городе Карабаш Челябинской области в семье кузнеца.
В 1943 году окончил школу фабрично-заводского обучения (ФЗО) с присвоением звания токаря-универсала 5 разряда. В 1943—1945 годах — токарь-универсал Карабашского медеплавильного завода.
В 1951 году окончил физико-технический факультет Уральского политехнического института им. С. М. Кирова (УПИ им. С. М. Кирова) по специальности инженер-металлург цветных металлов. Направлен на работу в Институт химии и металлургии Уральского филиала АН (УФАН) СССР (сегодня Институт химии твёрдого тела УрО РАН).
В 1951—1960 годах — младший научный сотрудник Института химии и металлургии УФАН СССР.
26 мая 1958 года — защитил диссертацию по теме: «Углетермическое восстановление пятиокиси ниобия» на соискание учёной степени кандидата технических наук.
23 декабря 1960 года — утверждён в учёном звании старшего научного сотрудника.
В 1961—1998 годах — заведующий лабораторией тугоплавких соединений Института химии твёрдого тела. В 1972—1998 годах — директор Института химии твёрдого тела УрО РАН.
2 апреля 1971 года — присуждена учёная степень доктора технических наук за диссертацию «Физико-химическое исследование окислов, карбидов, оксикарбидов ванадия, ниобия и тантала».
В 1975—1980 годах — председатель специализированного совета по защитам кандидатских диссертаций.
23 апреля 1976 года — присуждено звание профессора по специальности «Неорганическая химия». 23 декабря 1976 года — избран членом-корреспондентом АН СССР.
В 1978—1986 годах — председатель Свердловского областного общества «Знание».
В 1978—1980 годах — участник ВДНХ СССР. Награждён Почётным дипломом ВДНХ СССР и тремя медалями (золотой, серебряной и бронзовой), а также золотой медалью Международной Лейпцигской ярмарки.
В 1979—1986 годах — депутат Свердловского областного Совета народных депутатов.
В 1980—1988 годах — заместитель председателя Совета АН СССР по неорганической химии.
С 1980 года являлся председателем специализированного совета по защитам докторских диссертаций.
В 1984—1986 годах — председатель областной комиссии по охране окружающей среды.
В 1984 году — руководил Советской делегации на 2-й Международной конференции по твёрдым материалам (Греция).
23 декабря 1987 года — избран действительным членом АН СССР (академиком) по отделению физикохимии и технологии неорганических материалов.
15 сентября 1988 года — утверждён председателем Научного Совета АН СССР по неорганической химии.
С 1986 года — член комитета по присуждению Ленинских и Государственных премий в области науки и техники.
В 1994 году — командирован в Италию и Вьетнам в научных целях. Избран академиком World Academy of Ceramics (Италия). Член редакционной коллегии журнала «Огнеупоры и техническая керамика». Член редакционной коллегии журнала «Неорганические материалы».
В 1996—1998 годах — руководитель проекта Государственной научно-технической программы «Новые материалы» по физико-химическим основам синтеза и технологии ультрадисперсных систем и трещиностойких материалов и изделий из них.
С 1998 года — главный научный сотрудник Института химии твердого тела Уральского отделения РАН (ИХТТ УрО РАН).
Являлся членом редакционной коллегии журналов «Ceramics International» (1994—2001); «Химическая технология» (2000); «Новые огнеупоры» (2002).
Автор около 600 научных работ в том числе 13 монографий, а так же 80 патентов. Работы академика Г. П. Швейкина известны в России и за рубежом.
Скончался 4 июня 2019 года в Екатеринбурге. Похоронен на Широкореченском кладбище.

## Награды и звания
- Орден «Знак Почёта» (1975)[4];
- Орден Октябрьской революции (1983)[4] за успешную работу по распространению научных и технических знаний;
- Орден Дружбы (1996)[3];
- Орден Почёта (2007)[3];
- Государственная премия Российской Федерации (1995)[4] — в области науки и техники за разработку квантовохимических и радиоспектроскопических методов в химии твёрдого тела;
- Медаль «За доблестный труд. В ознаменование 100-летия со дня рождения В. И. Ленина» (1970);
- Золотая медаль имени С. И. Вавилова (1983);
- Золотая медаль имени С. В. Вонсовского УрО РАН (2006)[4];
- Памятная медаль АН СССР «Академик Н. С. Курнаков» (1985);
- Почётная грамота Президиума АН СССР в связи с 250-летием АН СССР (1974);
- Почётная грамота Президиума АН СССР и Президиума ЦК профсоюза работников просвещения, высшей школы и научных учреждений (21 июля 1986);
- Почётная грамота Губернатора Свердловской области (21 мая 1999) — за выдающиеся достижения в развитии проблем тугоплавких веществ и разработку высокоэффективных технологий получения новых керамических материалов;
- Почётный профессор Ставропольского государственного технического университета (1999)
- Знак «За заслуги перед Свердловской областью» III степени (2011)[2];
- Почётный гражданин Свердловской области (2016)[8][9].